# A3 (Letland)
De A3 is een hoofdweg in Letland die Riga verbindt met Estland. In Estland sluit de weg aan op de Põhimaantee 3 naar Tartu en de Põhimaantee 6 naar Pärnu. De E264 loopt over de hele weg mee.  
De A3 begint in Inčukalns, ongeveer 30 kilometer ten noordoosten van Riga, en loopt via Krimulda, Valmiera en Valka naar de Estische grens. De A3 is 122,7 kilometer lang.
A1 · A2 · A3 · A4 · A5 · A6 · A7 · A8 · A9 · A10 · A11 · A12 · A13 · A14 · A15